# Bernhard Schauer

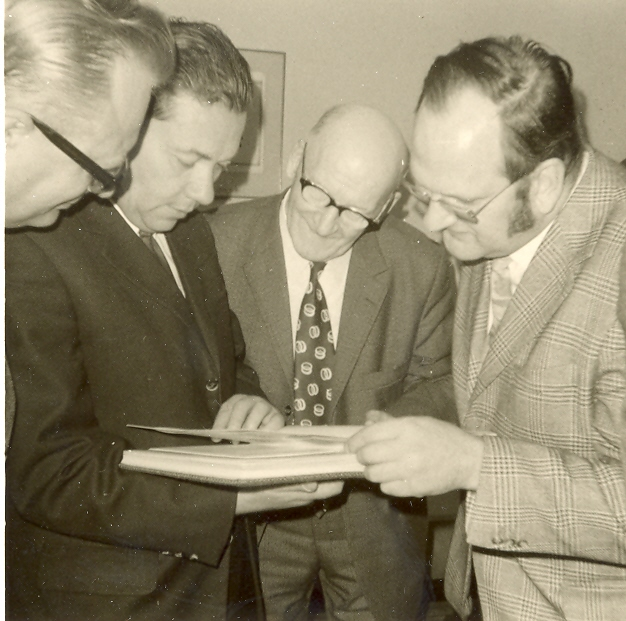
Joachim Reiners, Eduard Kreuz, Hans Klüver und Bernhard Schauer (von links nach rechts) in den 1970er Jahren

Bernhard Schauer (* 29. Januar 1929 in Bielstein (Wiehl); † 15. April 1995 in Gummersbach) war ein deutscher Komponist im Schach.

## Leben
Schauer komponierte vorwiegend Mehrzüger, gelegentlich schuf er auch Hilfsmatt- und Selbstmattaufgaben. Viele seiner Werke wurden preisgekrönt. Für seine 21,5 Punkte in den FIDE-Alben erhielt er 1993 den Titel Internationaler Meister für Schachkomposition. Da in seinen Aufgaben häufig Läufer und Springer entscheidende Rollen spielen, kam er zu dem Spitznamen „Meister der Leichtfiguren“. 
Von 1962 bis 1969 leitete er in der Zeitschrift Die Schwalbe die Abteilung für Mehrzüger.

## Beispiel
|   | a | b | c | d | e | f | g | h |   |
| 8 |   |   |   |   |   |   |   |   | 8 |
| 7 |   |   |   |   |   |   |   |   | 7 |
| 6 |   |   |   |   |   |   |   |   | 6 |
| 5 |   |   |   |   |   |   |   |   | 5 |
| 4 |   |   |   |   |   |   |   |   | 4 |
| 3 |   |   |   |   |   |   |   |   | 3 |
| 2 |   |   |   |   |   |   |   |   | 2 |
| 1 |   |   |   |   |   |   |   |   | 1 |
|   | a | b | c | d | e | f | g | h |   |

Lösung:

1. Lb2 (droht La3+ nebst matt) 1. … Le7 2. La3 Lxa3 3. b4 Lxb4 4. e7+ Lxe7 5. Sb3 Lc5 6. Sxc5 nebst Sxd7 matt. Spielt Schwarz 5. … La3, dann folgt 6. Sd4 nebst Se6 matt. 
Weiß muss für seinen Springer das Feld b3 räumen. Damit dies ohne Tempoverlust erfolgen kann, wird der schwarze Läufer unter Opfer nach a3 gelenkt. Danach muss sich der Be6 noch opfern, um sein Feld für den Springer zu räumen.

## Weblink
- Kompositionen von Bernhard Schauer auf dem PDB-Server der Schwalbe

| Personendaten    | Personendaten             |
| ---------------- | ------------------------- |
| NAME             | Schauer, Bernhard         |
| KURZBESCHREIBUNG | deutscher Schachkomponist |
| GEBURTSDATUM     | 29. Januar 1929           |
| GEBURTSORT       | Bielstein (Wiehl)         |
| STERBEDATUM      | 15. April 1995            |
| STERBEORT        | Gummersbach               |